# Aloysia gratissima
Espèce
Classification phylogénétique
Aloysia gratissima  est une plante ligneuse de la famille des Verbenaceae.  Ce buisson de 1 à 3 mètres de hauteur tolère la sécheresse et les sols mal drainés.  On le retrouve du sud des États-Unis jusqu’en Uruguay et en Argentine.  

## Synonymes
- Aloysia ligustrina auct.
- Aloysia lycioides  Cham.
- Lippia lycioides  (Cham.) Steud.